# Клячкин, Юрий Степанович
Ю́рий Степа́нович Кля́чкин (31 декабря 1934, Шумерля, Чувашская АССР, РСФСР, СССР — 31 марта 2000, Пермь) — советский химик, доктор технических наук (1986), профессор (1987), член-корреспондент РАН (1991). Заслуженный деятель науки РСФСР.

## Биография
Окончил Казанский химико-технологический институт (1959). В 1959—83 работал в Пермском НИИ полимерных материалов инженером, старшим инженером, руководителем группы, начальником лаборатории.
В 1983—85 заведующий лабораторией Института механики сплошных сред Уральского научного центра АН СССР, в 1985—2000 директор Института технической химии в г. Пермь, одновременно с 1988 председатель Пермского научного центра Уральского отделения РАН.

## Работы
Автор более 250 научных работ, 95 изобретений. Подготовил 5 докторов и 8 кандидатов наук. Область научных интересов — полимер. материаловедение.

## Награды
- Заслуженный деятель науки РСФСР (1991)
- орден Трудового Красного Знамени,
- орден «Знак Почёта»,
- орден «За заслуги перед Отечеством» IV степени (1998)[1],
- медали
- Лауреат Государственной премии СССР в области науки и техники (1979)
- Лауреат премии Правительства Российской Федерации в области науки и техники (1998)[2]